# كين ساذرلاند
كين ساذرلاند (بالإنجليزية: Ken Sutherland)‏ هو ملحن وكاتب أغاني وشاعر أمريكي، ولد في 1939 في نيويورك في الولايات المتحدة.

## وصلات خارجية
- كين ساذرلاند على موقع IMDb (الإنجليزية)
- كين ساذرلاند على موقع قاعدة بيانات الفيلم (الإنجليزية)